# جوناثان بانكس
جوناثان بانكس (بالإنجليزية: Jonathan Banks)‏ مواليد 31 يناير 1947 في واشنطن، الولايات المتحدة، هو ممثل أمريكي بدأ مسيرته الفنية عام 1974.

## المسيرة الفنية
اشتهر جونثان بتأديته دور ( مايك ارمانتراوت ) في المسلسل الشهير بريكنق باد فضلاً عن دوره ايضاً بشخصية ( مايك ارمانتراوت ) في المسلسل المشتق من بريكنق باد من الأفضل الاتصال بسول.

## روابط خارجية
- جوناثان بانكس على موقع IMDb (الإنجليزية)
- جوناثان بانكس على موقع روتن توميتوز (الإنجليزية)
- جوناثان بانكس على موقع ألو سيني (الفرنسية)
- جوناثان بانكس على موقع تيرنر كلاسيك موفيز (الإنجليزية)
- جوناثان بانكس على موقع أول موفي (الإنجليزية)
- جوناثان بانكس على موقع قاعدة بيانات الأفلام السويدية (السويدية)
- جوناثان بانكس على موقع إن إن دي بي (الإنجليزية)
- جوناثان بانكس على موقع قاعدة بيانات الفيلم (الإنجليزية)
- جوناثان بانكس على موقع كينوبويسك (الروسية)